# Temple du Collet-de-Dèze
Le temple du Collet-de-Dèze est un édifice religieux protestant situé dans la commune du Collet-de-Dèze, dans le département français de la Lozère. Il s'agit d'un des plus anciens temples de France et il est un des très rares temples rescapés à la destruction lors de la Révocation de l’Édit de Nantes et qui a depuis repris ses fonctions. 
Trois autres temples seulement — l’un à Vialas, toujours en Lozère, l’autre au Poët-Laval dans la Drôme et celui de Sainte-Marie-aux-Mines dans le Haut-Rhin (datant lui de 1634) — n’ayant pas été détruits, ont gardé leur destination. 
La paroisse est aujourd'hui membre de l'Église protestante unie de France.

## Historique
Le temple est construit en 1646, en utilisant du quartz et du schiste. Il n'est pas détruit en 1661, alors qu'un édit stipulait la destruction de tous les temples protestants. En 1685, avec la signature de l'Édit de Fontainebleau, le temple est à nouveau sauvé, par la marquise de Portes, qui lui donne une vocation catholique, puis le transforme en hôpital et en prison. Une copie des documents relatant sa sauvegarde est consultable dans le temple.
L'édifice est inscrit au titre des monuments historiques en 1984.

## Architecture
Le temple, encadré de maisons, est accessible par des ruelles étroites. Il n'a pas été modifié depuis sa construction, sauf le clocher, qui lui est postérieur. La charpente, apparente, est entièrement en châtaignier et est recouverte de tuiles. L'intérieur mesure 10,5 m par 15,2 m. Son originalité vient de son arche de pierres en plein cintre, qui partage la nef en deux, et de son sol, actuellement recouvert, qui est composé de galets provenant de la rivière voisine, le Gardon. On pouvait y voir une sorte de mosaïque : deux rectangles accolés, entourés de losanges et agrémentés de six disques et d'une figure circulaire dans laquelle se trouvent six autres losanges, pointes tournées vers le centre,.

## Galerie

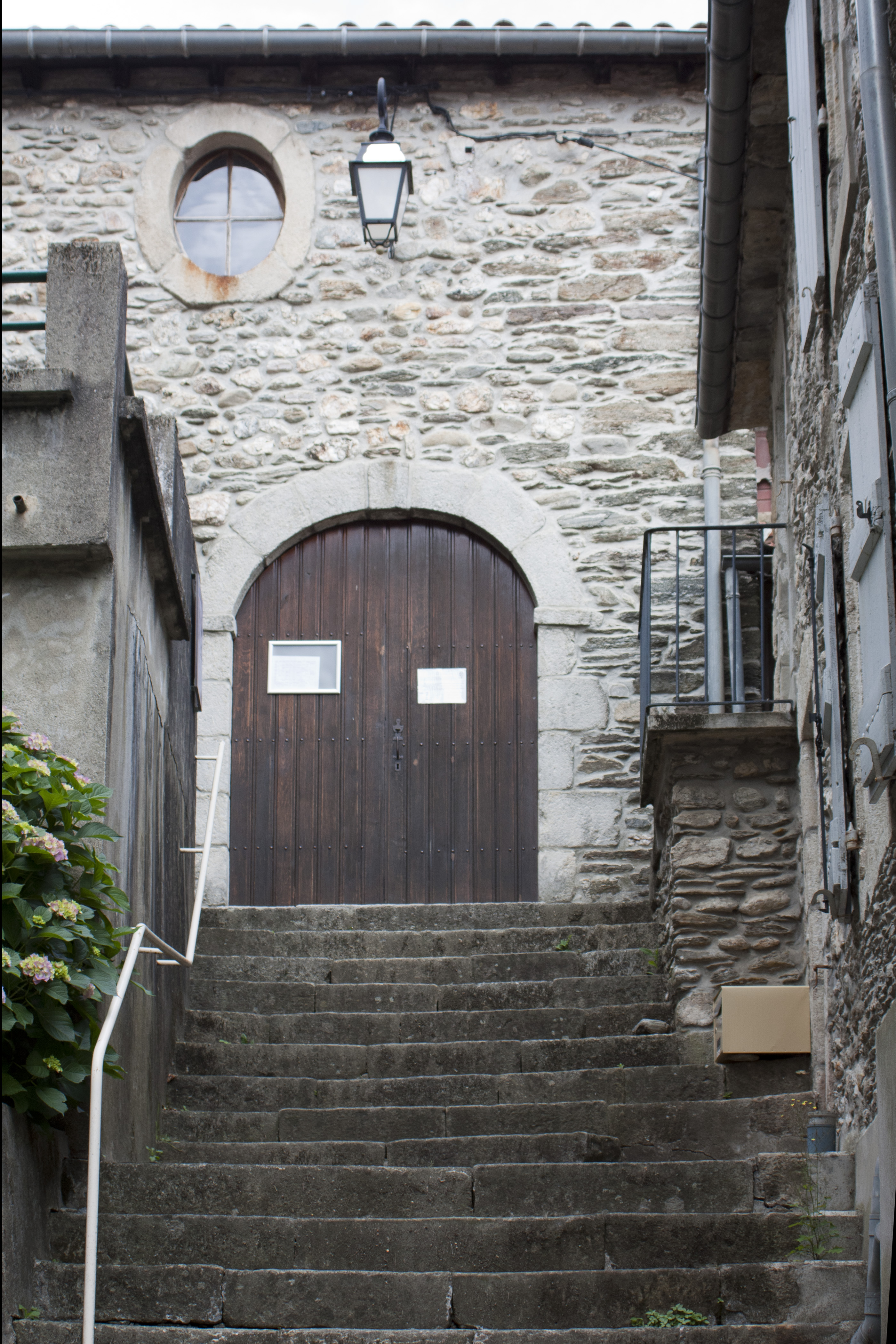
Entrée.
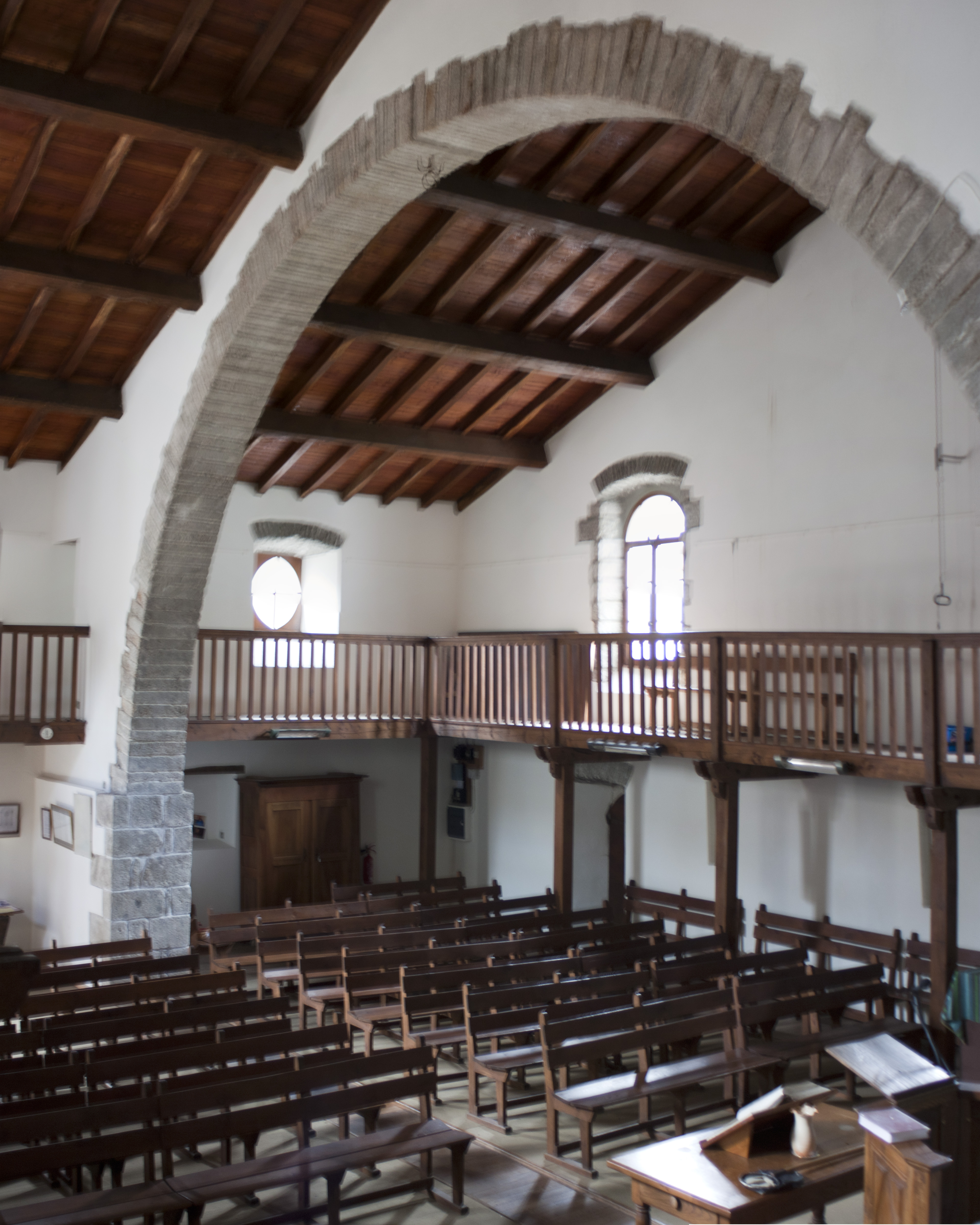
Vue intérieure.
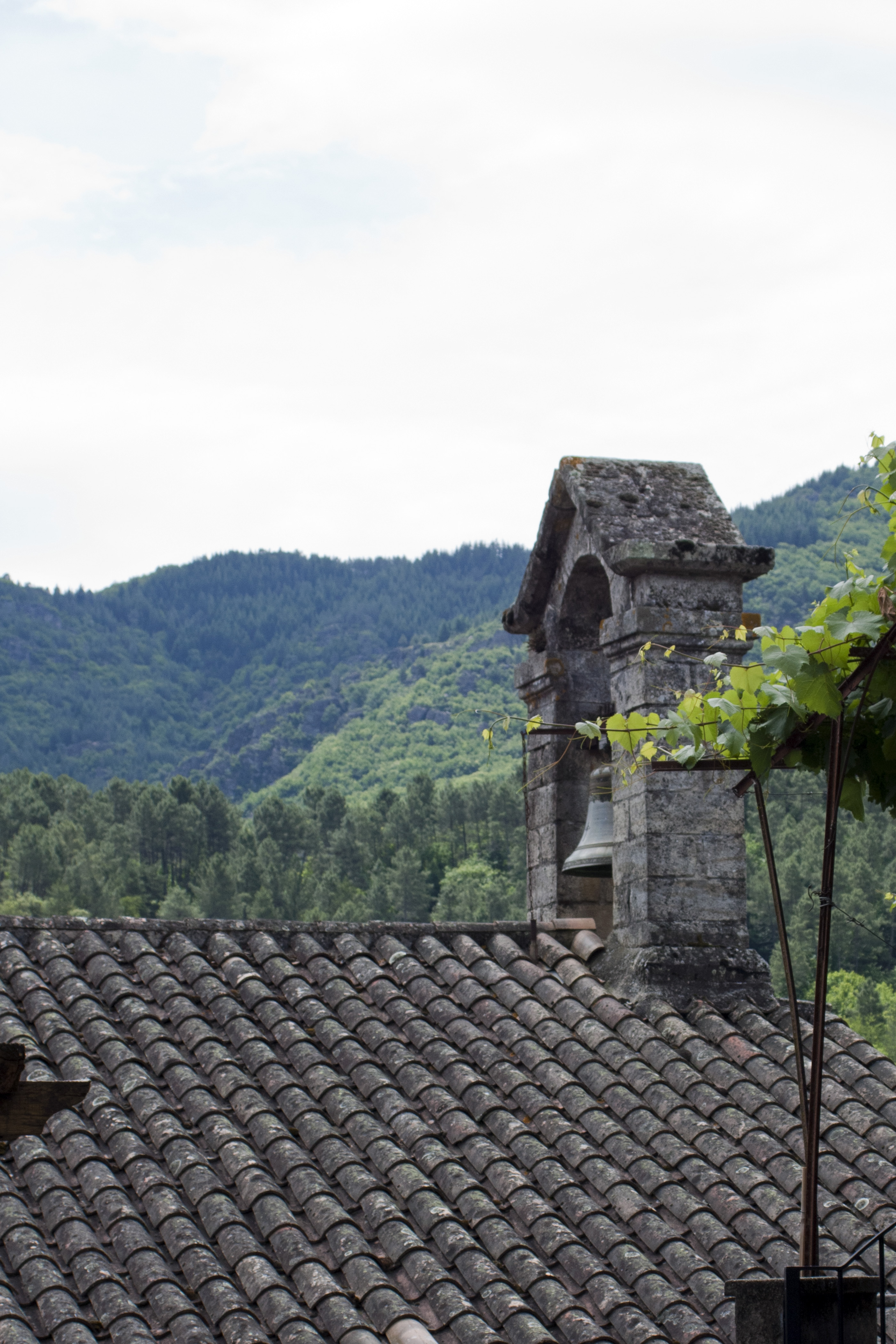
Clocher.
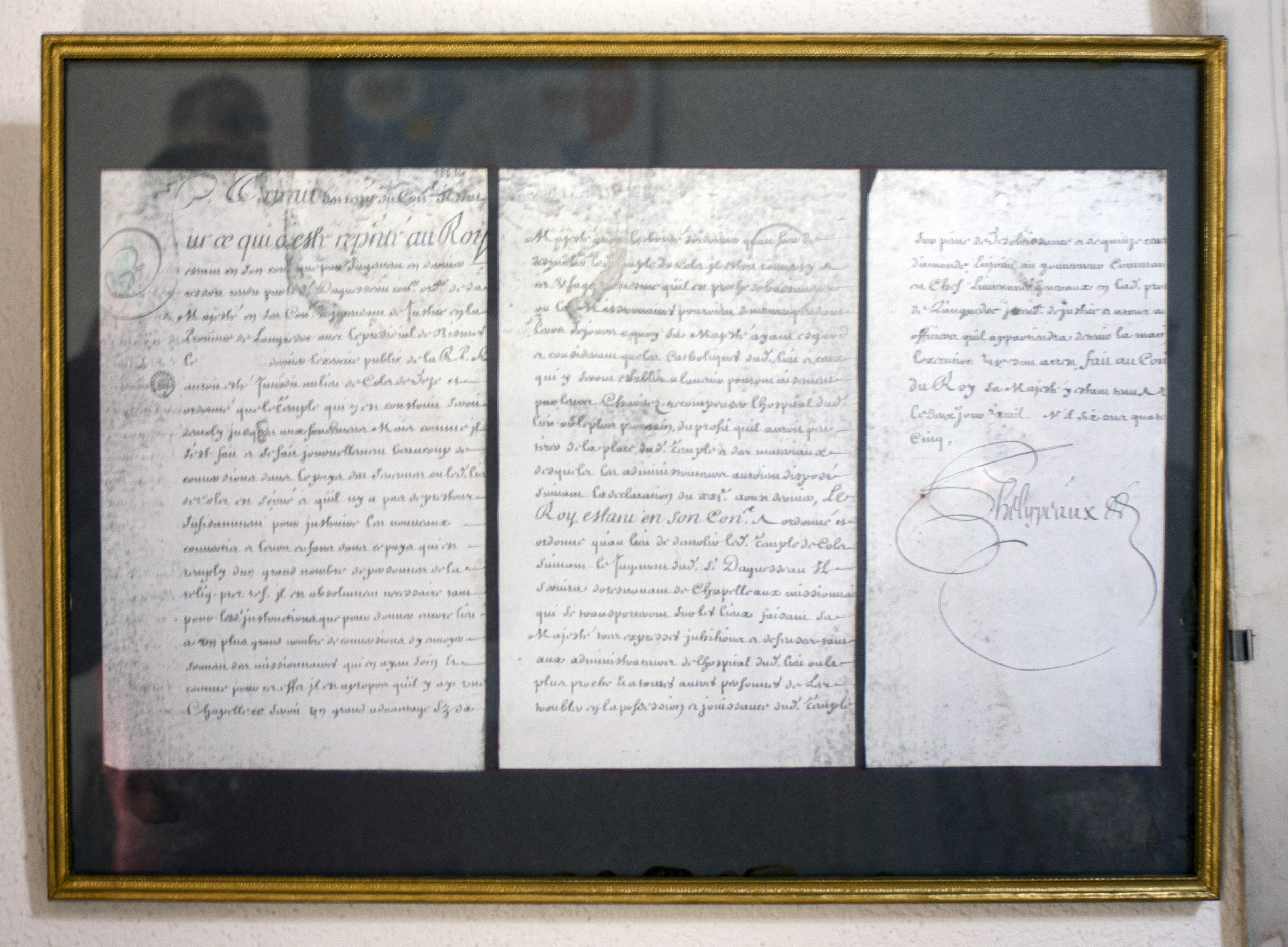
Cassation de la destruction du temple.
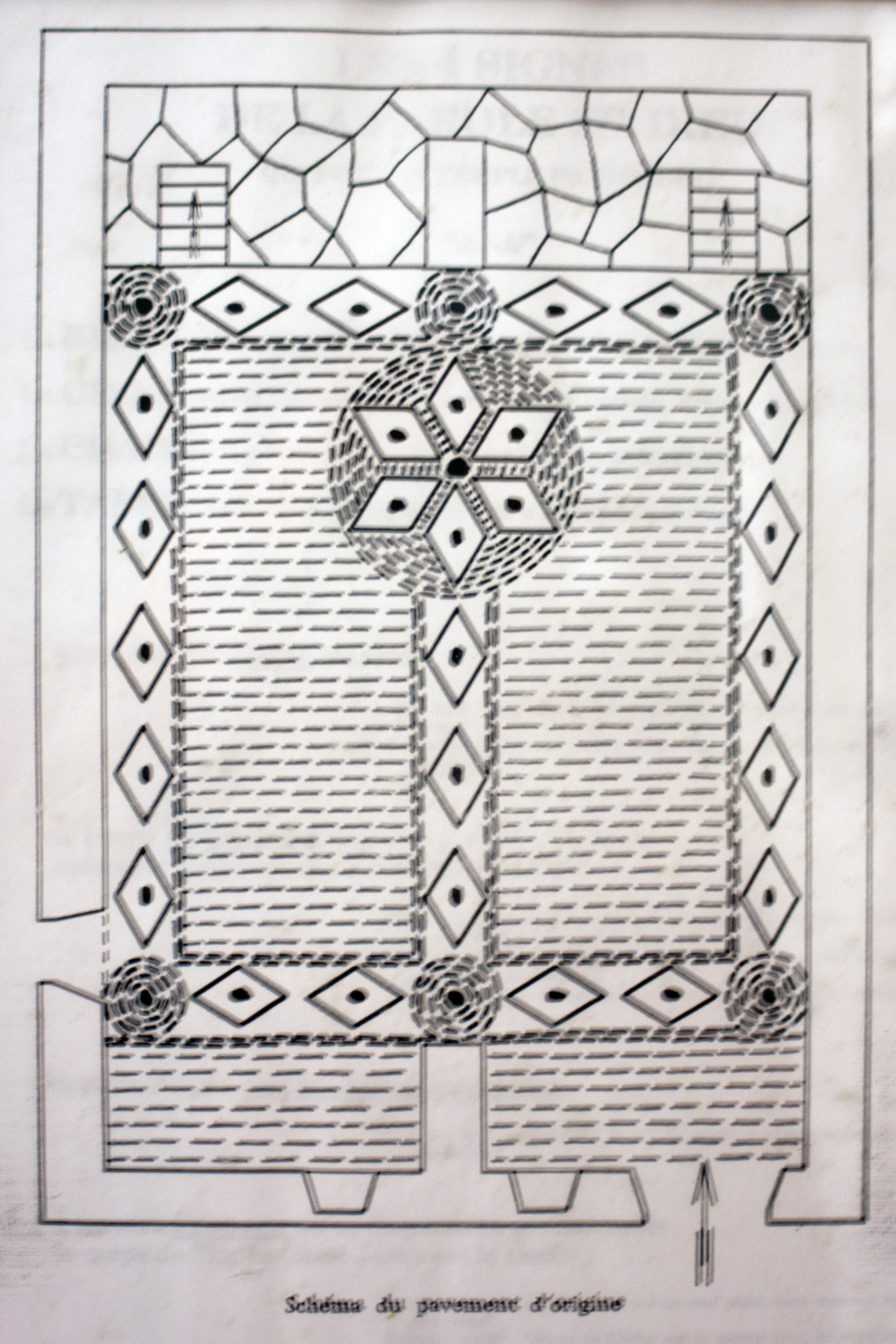
Pavement.

### Liens
- Site officiel
- Ressource relative à la religion :   - Clochers de France
- Ressource relative à l'architecture :   - Mérimée